# Pamela Gann
Pamela Brooks Gann (* 1948 in Monroe, North Carolina) ist eine US-amerikanische Mathematikerin, Rechtswissenschaftlerin und Hochschullehrerin. Sie war 14 Jahre lang die vierte Präsidentin des Claremont McKenna College (CMC) in Claremont (Kalifornien).

## Leben und Werk
Gann studierte Mathematik an der University of North Carolina at Chapel Hill, wo sie 1970 einen Bachelor of Arts erwarb. Sie erhielt einen Abschluss in Rechtswissenschaften an der Duke University und 2013 einen LL.D.- Abschluss am Claremont McKenna College.
Sie praktizierte von 1973 bis 1975 als Anwältin in Atlanta und Charlotte (North Carolina). Von 1975 bis 1978 war sie Assistant Professorin, bis 1981 Associate Professorin und bis 1999 Professorin of Law an der School of Law der Duke University. Danach lehrte sie bis 2013 als Professorin of Legal Studies am Claremont McKenna Colleg, wo sie dann Trustee Professorin of Legal Studies und George R. Roberts Fellow sowie Senior Fellow am Kravis Leadership Institute wurde.
Neben ihrer Lehrtätigkeit an der Duke University und am Claremont McKenna College unterrichtete sie an der University of Michigan und der University of Virginia sowie an Universitäten in der Volksrepublik China, Frankreich, Dänemark, Vietnam und Österreich.
1988 war sie die erste Frau sowie die erste Absolventin der Duke University, die als Dekanin ernannt wurde. 1999 wurde sie als Präsidentin des Claremont McKenna College gewählt und nahm dieses Amt bis 2013 wahr.

## Auszeichnungen
- 1987: International Affairs Fellowship, Council on Foreign Relations
- 1989: Woman of the Year, NC Association of Women Attorneys
- 1999: Governor of North Carolina Award for outstanding service
- 2004: Award of Distinction, Women of Achievement, YWCA San Gabriel Valley, California
- 2013: Distinguished Service Award, Southern California Intercollegiate Athletic Conference (SCIAC)
- 2013: A. Kenneth Pye Award for Excellence in Education, Duke University School of Law

## Mitgliedschaften
- American Law Institute
- Council on Foreign Relations
- Pacific Council on International Policy
- Society of International Business Fellow
- American Bar Foundation
- International Women’s Forum
- The Trusteeship (Kalifornien)

## Veröffentlichungen (Auswahl)
- mit D. Kahn: Corporate Taxation. 3. Auflage. West Publishing Company, 1989, ISBN 0-314-54011-3.
- mit D. Kahn: Teacher's Manual for Corporate Taxation. West Publishing Company, 1989.
- In Memoriam: Richard M. Nixon. In: Duke Law Journal. Band 44, Nr. 3, 1994, S. 437–438.
- The Earned Income Tax Deduction. In: Duke Law Magazine. 1983.
- The Concept of an Independent Treaty Foreign Tax Credit. In: Tax Law Review. Band 38, 982, 1982, S. 1–78.
- Taxation of Stock Rights and Other Options: Another Look at the Persistence of Palmer v. Commissioner. In: Duke Law Journal. 1979, S. 911–984.